# Hal Mooney
Harold „Hal“ Mooney (* 4. Februar 1911 in New York City; † 23. März 1995 in Los Angeles) war ein amerikanischer Komponist, Orchesterleiter und Arrangeur. Zwischen 1956 und 1969 war er als A&R-Manager und Aufnahmeleiter bei Mercury Records tätig.

## Leben und Wirken
Mooney erhielt früh Klavierunterricht und besuchte die Brooklyn und St. John’s Law Schools. Nach seinem Kompositionsstudium bei dem New Yorker Universitätsprofessor Orville Mayhood und anschließend bei Joseph Schillinger arbeitete er kurzzeitig als Pianist, schließlich als Arrangeur für Hal Kemp; dann wechselte er zu Jimmy Dorsey. Nach der Ableistung seines Wehrdienstes im Zweiten Weltkrieg arbeitete er freiberuflich als Arrangeur in Hollywood. Er schrieb Arrangements für Bing Crosby, Frank Sinatra, Judy Garland, Peggy Lee, Betty Page, Kay Starr und begleitete mit seinem Orchester Helen O’Connell, Bobby Milano und Peggy Lee. Als Mitglied der ASCAP seit 1936 komponierte er Songs wie Rigamarole, Hodge-Podge, Jumpin’ Jiminy, Sing, It’s Good For Ya und Goin’ to Town.
Sein Arrangement von Kay Starrs Hit Wheel of Fortune (1952) führte zu einem Vertrag mit Mercury Records in New York City. Dort war er ab 1956 als Arrangeur und A&R-Manager tätig. Er schrieb für Sarah Vaughan, Dinah Washington, Helen Merrill, Ernestine Anderson sowie Nina Simone. Er holte Xavier Cugat zum Label und produzierte einige Alben, darunter Dizzy Gillespies Jambo Caribe (1964) and Vaughans It's a Man's World (1967), für das er auch arrangierte.
Mit seinem Orchester begleitete Mooney Vaughan, Helen Merrill und Billy Eckstine. Unter eigenem Namen spielte er mit seinem Orchester diverse Alben wie Musical Horoscope oder Ballet With a Beat (1961) ein. Ende der 1960er Jahre wechselte er zu den Universal Studios, wo er für ein Jahrzehnt die musikalische Leitung bei vielen damals beliebten Fernsehserien innehatte, etwa für Columbo, Kojak, Dr. med. Marcus Welby, Der Sechs Millionen Dollar Mann, Kolchak: The Night Stalker und Detektiv Rockford – Anruf genügt: in Ausnahmefällen komponierte er auch die Musik, etwa zu der Episode Columbo: Klatsch kann tödlich sein. Weiterhin schrieb er die Filmmusik zu Henry Hathaways Kriegsfilm Im Morgengrauen brach die Hölle los (1971) und zu California Kid (1974) und verantwortete die Musik zu Fernsehfilmen wie Duel (1971), Sunshine (1973) oder The Execution of Private Slovik (1974). Anschließend legte er noch wenige Alben vor.

## Diskographische Hinweise
- Musical Horoscope. Mercury MG 20175 (1957)
- Dreamland, U.S.A. Mercury MG 20180 (1957)
- An Affair to Remember. Mercury SR 60093 (1959)
- Flutes and Percussion. Time Series 2000 S/2001 (1960)
- Hal Mooney, Gene Lowell Singers: Voices in Song. American Musical Theater. Time Series 2000 S/2003 (1960)
- The Passion of Paris, Time Series 2000 S/2005 (1960)
- Voices in Song and Percussion. Time Series 2000 S/2008 (1960)
- Woodwinds and Percussion. Mercury PPS 6013 (1961)
- Ballet with a Beat. Mercury PPS 6017 (1961)
- And Then I Wrote: Jerome Kern, Time Series 2000 S/2166
- Big Band and Voices Bainbridge Records (1980)
- Mel Tormé with His Mel-Tones, Harold Mooney: Mel Tormé Sings His California Suite Discovery Records (1984)